# Brazii (Ialomița)
Brazii is een Roemeense gemeente in het district Ialomița.
Brazii telt 1288 inwoners.